# 100-ті

## Визначні особистості
- Олександр I, папа Римський з 105 по 115 рік, священномученик;
- Тацит, давньоримський історик;
- Траян, римський імператор;

## Винаходи, відкриття
- 105: Винахід паперу Цай Лунем в Китаї;

## Мистецтво і культура
- Тацит написав «Історію»;
- 107-113: будівництво форуму Траяна в Римі;

## Події
- Перша половина 100-х - напади хуннів і цянів на Західний край;
- Початок II століття - консул-суффект Луцій Нерацій Приск;
- Початок II століття - складання «Дідахе»;

Римська імперія
- Римський імператор - Траян, роки його правління 98-117;
- Цегла стає основним будівельним матеріалом в Римській імперії;
- Армія Стародавнього Риму досягає 300 тис. Солдатів;

Америка
- У Південній Америці починає формуватися культура моче, що існувала з I по VIII століття;